# Gran Premio de Fourmies 2024
La 91.ª edición de la clásica ciclista Gran Premio de Fourmies fue una carrera en Francia que se celebró el 8 de septiembre de 2024 sobre un recorrido de 197,7 kilómetros con inicio y final en la ciudad de Fourmies.
La carrera formó parte del UCI ProSeries 2024, dentro de la categoría 1.Pro. El vencedor fue el neerlandés Arvid de Kleijn del Tudor seguido del belga Gerben Thijssen del Intermarché-Circus-Wanty y el noruego Søren Wærenskjold del Uno-X Mobility.

## Equipos participantes
Tomaron parte en la carrera 20 equipos: 7 de categoría UCI WorldTeam, 9 de categoría UCI ProTeam y 4 de categoría Continental. Formaron así un pelotón de 135 ciclistas de los que acabaron 125. Los equipos participantes fueron:
| WorldTeams (7)- Alpecin-Deceuninck - Arkéa-B&B Hotels - Cofidis - Decathlon-AG2R La Mondiale - Groupama-FDJ - Intermarché-Wanty - Team Jayco AlUla ProTeams (9)- Bingoal WB - Corratec-Vini Fantini - Euskaltel-Euskadi - Lotto Dstny - Polti Kometa - Team Flanders-Baloise - TotalEnergies - Tudor Pro Cycling Team - Uno-X Mobility Equipos continentales (4)- CIC U Nantes Atlantique - Nice Métropole Côte d'Azur - Saint Michel-Mavic-Auber 93 - Van Rysel-Roubaix |
| |

## Clasificación final
- La clasificación finalizó de la siguiente forma:[4]

| \| Clasificación general \| Clasificación general \| Clasificación general \| Clasificación general \| Clasificación general \| \| Ciclista \| Ciclista \| Equipo \| Tiempo \| \| \| --------------------- \| --------------------- \| -------------------------- \| --------------------- \| --------------------- \| \| 1.º \| Arvid de Kleijn \| Tudor Pro Cycling Team \| 4 h 29 min 07 s \| \| \| 2.º \| Gerben Thijssen \| Intermarché-Wanty \| + 0 s \| \| \| 3.º \| Søren Wærenskjold \| Uno-X Mobility \| + 0 s \| \| \| 4.º \| Milan Fretin \| Cofidis \| + 0 s \| \| \| 5.º \| Hugo Page \| Intermarché-Wanty \| + 0 s \| \| \| 6.º \| Jensen Plowright \| Alpecin-Deceuninck \| + 0 s \| \| \| 7.º \| Émilien Jeannière \| TotalEnergies \| + 0 s \| \| \| 8.º \| Jon Aberasturi \| Euskaltel-Euskadi \| + 0 s \| \| \| 9.º \| Gianluca Pollefliet \| Decathlon-AG2R La Mondiale \| + 0 s \| \| \| 10.º \| Laurence Pithie \| Groupama-FDJ \| + 0 s \| \| |                     |                            |                 |
| |                     |                            |                 |
| Fuente: ProCyclingStats |                     |                            |                 |
| Clasificación general |                     |                            |                 |
| Ciclista | Ciclista            | Equipo                     | Tiempo          |
| 1.º | Arvid de Kleijn     | Tudor Pro Cycling Team     | 4 h 29 min 07 s |
| 2.º | Gerben Thijssen     | Intermarché-Wanty          | + 0 s           |
| 3.º | Søren Wærenskjold   | Uno-X Mobility             | + 0 s           |
| 4.º | Milan Fretin        | Cofidis                    | + 0 s           |
| 5.º | Hugo Page           | Intermarché-Wanty          | + 0 s           |
| 6.º | Jensen Plowright    | Alpecin-Deceuninck         | + 0 s           |
| 7.º | Émilien Jeannière   | TotalEnergies              | + 0 s           |
| 8.º | Jon Aberasturi      | Euskaltel-Euskadi          | + 0 s           |
| 9.º | Gianluca Pollefliet | Decathlon-AG2R La Mondiale | + 0 s           |
| 10.º | Laurence Pithie     | Groupama-FDJ               | + 0 s           |

## UCI World Ranking
El Gran Premio de Fourmies otorgó puntos para el UCI World Ranking para corredores de los equipos en las categorías UCI WorldTeam, UCI ProTeam y Continental. Las siguientes tablas son el baremo de puntuación y los diez corredores que obtuvieron más puntos:
| Posición              | 1.º | 2.º | 3.º | 4.º | 5.º | 6.º | 7.º | 8.º | 9.º | 10.º | 11.º | 12.º | 13.º | 14.º | 15.º | 16.º-30.º | 31.º-40.º |
| Clasificación general | 200 | 150 | 125 | 100 | 85  | 70  | 60  | 50  | 40  | 35   | 30   | 25   | 20   | 15   | 10   | 5         | 3         |

| Clasificación |                     |                            |         |
| Posición      | Ciclista            | Equipo                     | General |
| ------------- | ------------------- | -------------------------- | ------- |
| 1.º           | Arvid de Kleijn     | Tudor                      | 200     |
| 2.º           | Gerben Thijssen     | Intermarché-Circus-Wanty   | 150     |
| 3.º           | Søren Wærenskjold   | Uno-X Mobility             | 125     |
| 4.º           | Milan Fretin        | Cofidis                    | 100     |
| 5.º           | Hugo Page           | Intermarché-Wanty          | 85      |
| 6.º           | Jensen Plowright    | Alpecin-Deceuninck         | 70      |
| 7.º           | Émilien Jeannière   | TotalEnergies              | 60      |
| 8.º           | Jon Aberasturi      | Euskaltel-Euskadi          | 50      |
| 9.º           | Gianluca Pollefliet | Decathlon AG2R La Mondiale | 40      |
| 10.º          | Laurence Pithie     | Groupama-FDJ               | 35      |